# Sojuz TM-24
Sojuz TM-24 (ryska: Союз ТM-24) var en flygning i det ryska rymdprogrammet. Flygningen gick till rymdstationen Mir. Farkosten sköts upp med en Sojuz-U-raket, från Kosmodromen i Bajkonur den 17 augusti 1996. Den dockade med rymdstationen den 19 augusti 1996. Den 7 februari 1997 flyttades farkosten från rymdstationens främre dockningsport, till Kvant-1 modulens dockningsport. Farkosten lämnade rymdstationen den 2 mars. Några timmar senare återinträdde den i jordens atmosfär och landade i Kazakstan.
André-Deshays blev den första franska kvinnan i rymden.